# David-Alexandre Dicanot
David-Alexandre Dicanot (ur. 23 września 1973 w Fort-de-France) – martynikański piłkarz występujący na pozycji obrońcy.

## Kariera klubowa
W barwach FC Martigues oraz FC Lorient rozegrał łącznie 71 spotkań i zdobył jedną bramkę w Division 2.
Wraz z zespołem Club Franciscain zdobył cztery mistrzostwa Martyniki (2003, 2004, 2005, 2006), a także trzy Puchary Martyniki (2003, 2004, 2005).

## Kariera reprezentacyjna
W reprezentacji Martyniki zadebiutował w 2002. W tym samym roku znalazł się w drużynie na Złoty Puchar CONCACAF. Zagrał na nim w meczach z Kostaryką (0:2), Trynidadem i Tobago (1:0) i Kanadą (1:1, 5:6 w rzutach karnych), a Martynika odpadła z turnieju w ćwierćfinale.
W 2003 ponownie został powołany do kadry na Złoty Puchar CONCACAF. Wystąpił na nim w spotkaniach ze Stanami Zjednoczonymi (0:2) i Salwadorem (0:1), a Martynika zakończyła turniej na fazie grupowej.
W latach 2002–2003 w drużynie narodowej rozegrał 12 spotkań.